# 利尼圣弗洛谢尔
利尼圣弗洛谢尔（法語：Ligny-Saint-Flochel）是法国北部-加来海峡大区加来海峡省的一个市镇，属于阿拉斯区泰努瓦斯河畔圣波勒县。该市镇2009年时的人口为258人。

## 人口
利尼圣弗洛谢尔人口变化图示
| 数据来源：INSEE |